# Skattebrott
Skattebrott är en form av ekonomisk brottslighet där någon genom olagliga metoder undviker beskattning.
Ledare inom organiserad brottslighet kan ibland fällas för skattebrott då tillräckliga bevis saknas för fällande dom rörande riktigt grova brott de begått. Förfarandet bygger på att sådana brottslingar sällan kan förklara varifrån deras kapital kommit eftersom det har sitt ursprung i olagliga verksamheter som bordeller och narkotikafabriker. Ett känt exempel är Al Capone.

## Skattebrott i svensk rätt
Skattebrott  är i svensk rätt ett brott enligt 2 § skattebrottslagen. 
För skattebrott döms den, som antingen 
1. på annat sätt än muntligen uppsåtligen lämnar oriktig uppgift till myndighet eller
2. underlåter att till myndighet lämna självdeklaration, skattedeklaration, kontrolluppgift eller annan föreskriven uppgift

om han genom något av ovanstående ger upphov till fara för att skatt undandras det allmänna eller felaktigt tillgodoräknas eller återbetalas till honom själv eller någon annan.
Generellt gäller alltså förfaranden (beteende) där någon utan vidare bryter mot klara skyldigheter.
Att fastställa skatt görs enligt en i stort sett uteslutande skriftlig process; skatten fastställs nästan enbart med grund i uppgifter som lämnats skriftligen. Därför, samt på grund av de svårigheter som kan finnas att bevisa vad någon har sagt, har man undantagit sådana uppgifter som lämnas muntligen.
För skattebrott döms man i Sverige till fängelse i upp till två år. Om brottet anses som ’’ringa’’, döms man i stället för skatteförseelse. Om brottet anses som ’’grovt’’, döms man för grovt skattebrott enligt 4 § skattebrottslagen.   Straffet för grovt skattebrott är fängelse, lägst sex månader och högst sex år.
Vid bedömande om brottet är grovt skall enligt lagen särskilt beaktas om det rört mycket betydande belopp, 10 prisbasbelopp (År 2018 är prisbasbeloppet SEK 45500), om gärningsmannen använt falska handlingar eller vilseledande bokföring eller om förfarandet ingått som ett led i en brottslighet som utövats systematiskt eller i större omfattning eller i annat fall varit av synnerligen farlig art.
Den som frivilligt vidtar åtgärd som leder till att skatten kan påföras, tillgodoräknas eller återbetalas med rätt belopp, skall enligt 12 § skattebrottslagen inte dömas för skattebrott.